# Lourdes Norberto
Maria de Lourdes Martins Norberto, mais conhecida como Lourdes Norberto GOM (Lisboa, 28 de janeiro de 1935), é uma atriz portuguesa.

## Biografia
Filha de Luís Norberto e de sua mulher, Maria da Piedade Martins Norberto.
Lurdes Norberto iniciou-se precocemente no teatro — com apenas seis anos leu poemas na Rádio Renascença e, aos nove, representou o seu primeiro papel, como Rosicler, numa adaptação para teatro de Os Maias, de Eça de Queirós, pela prestigiada Companhia Rey Colaço/Robles Monteiro, então instalada no Teatro Nacional. 

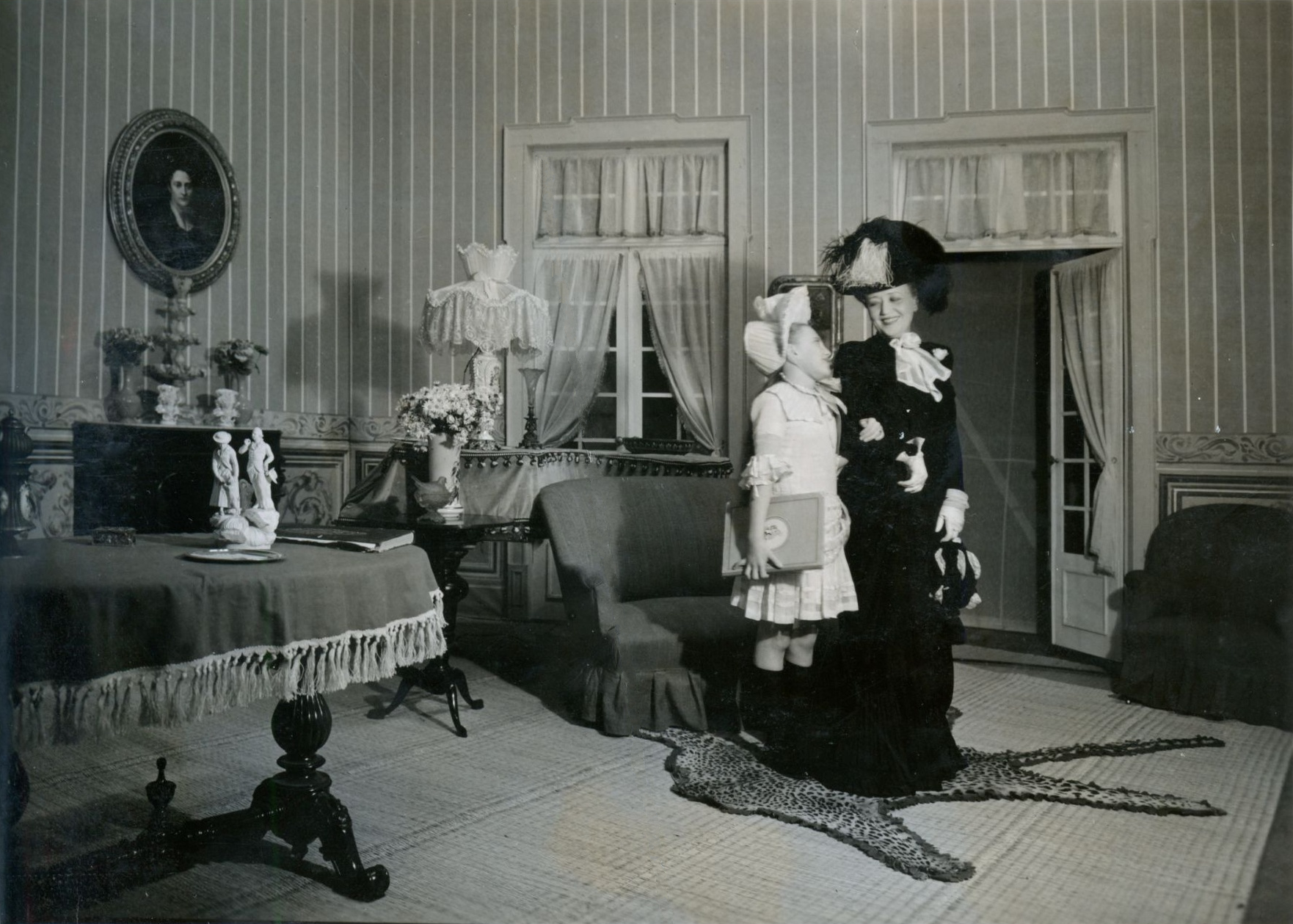
Lurdes Norberto contracenando com Amélia Rey Colaço em Os Maias, 1945

Na mesma companhia interpretaria peças de autores como Ramada Curto, Schiller, Arthur Miller e Alfredo Cortês.
Participa nos filmes Ribatejo de Henrique Campos (1949), e Chaimite de Jorge Brum do Canto (1953).
Em 1959 participa na peça "Patate", ao lado de João Villaret no Teatro Avenida. Estreia-se no teatro de revista em 1962, no espetáculo "Lisboa à Noite" (1962) no Teatro Avenida.
Surge numa nova adaptação de Os Maias, agora no papel de Maria Eduarda, que lhe valeu o Prémio de Melhor Atriz da Crítica, em 1963 —, Shakespeare, Tennessee Williams, Edward Albee, Miguel Franco, entre outros.
Aparece associada aos primeiros tempos do Teatro Experimental de Cascais, com o então jovem encenador Carlos Avilez, em O Tempo e a Ira, de Osborne, em 1968. Depois teria assinalável desempenho, no Teatro da Trindade, onde protagonizou, ao lado de Elvira Velez, a peça Sabina Freire, de Teixeira Gomes, obtendo um novo Prémio de Melhor Atriz, atribuído pela Crítica. 
Apresenta o Grande Prémio Tv Da Canção no ano de 1969.
Ainda em 1969, e no Trindade, co-protagonizou com Eunice Muñoz e Glicínia Quartin, a peça As Criadas, de Jean Genet, onde as três conquistaram ex-aequo um prémio da Crítica.
No mesmo ano representa no Teatro Villaret, com Rogério Paulo, a peça Depois da Queda, de Arthur Miller - Prémio da Crítica em 1969. Já no Teatro Maria Matos participa nas peças Tombo no Inferno de Aquilino Ribeiro, A relíquia de Eça de Queiroz, de novo com Elvira Velez, em 1970, e Bertolt Brecht). 
Actriz em numerosas peças teatrais para a televisão, entre os anos 50 e 70, sob a direcção de Artur Ramos, Jorge Listopad ou Varela Silva.
Em 1978 ingressa no elenco fixo do Teatro Nacional, participando em peças de Valle Inclán, Marivaux, Bernardo Santareno, Miguel Rovisco ou Agustina Bessa-Luís em As Fúrias, encenador por La Féria. Com o mesmo encenador participa no musical Passa Por Mim no Rossio (1992), vencendo o Prémio de Melhor Actriz da Associação Portuguesa de Críticos de Teatro. 
Participa em variadas séries da RTP como 1980 - Retalhos da Vida de Um Médico e 1981 - Tragédia da Rua das Flores.
Aparece nos filmes Aqui d'El Rei! de António-Pedro Vasconcelos (1992) e Adeus Pai de Luís Filipe Rocha (1996). Na televisão participa em: 1998 - Ballet Rose de Leonel Vieira; 2000 - Capitão Roby) e novelas (1996 - Vidas de Sal; 1997 - A Grande Aposta; 1999 - A Lenda da Garça; 2001 - Filha do Mar; 2002 - Jóia de Ábrica; 2004 - Morangos com Açúcar; 2005 - Dei-te Quase Tudo; 2007 - Doce Fugitiva; entre outras).
No teatro entra em A Mais Velha Profissão, de Paula Voguel, encenado por Fernanda Lapa no Teatro Nacional D. Maria II (Globo de Ouro 2005 para Melhor Produção) e A Rainha do Ferro Velho, de Garçon Kanin, encenado por Filipe La Féria, no Teatro Politeama (2004), são algumas participações nos palcos.
A Câmara Municipal de Oeiras homenageou-a com a Medalha de Ouro da Autarquia e atribuindo o seu nome ao Auditório Lourdes Norberto, em Linda-a-Velha. Foi também agraciada por Sua Excelência o Presidente da República, Jorge Sampaio como Grande-Oficial da Ordem do Mérito a 9 de Junho de 2000.
Em 2006 recebeu a Medalha de Mérito Cultural do Ministério da Cultura.

## Televisão
- Cavalgada para o Mar RTP 1957
- A Calúnia RTP 1958
- Quando Portugal Canta RTP 1958
- Enquanto os Dias Passam RTP 1958
- Um Quarto Com Vista Para o Mar RTP 1963
- Retalhos da Vida de um Casal RTP 1964
- Histórias Simples da Gente Cá do Meu Bairro RTP 1965
- Os Velhos RTP 1966
- Páscoa RTP 1966
- Sete Pecados Mortais RTP 1966
- Hedda Gabler RTP 1976
- Bom Dia, Senhor Vaz e Melo RTP 1977
- Retalhos da Vida de um Médico RTP 1980
- Tragédia da Rua das Flores RTP 1981 Genoveva
- Mala de Cartão RTP 1988 enfermeira
- Bâton RTP 1988 Joana
- Crime à Portuguesa RTP 1989 Maria Helena
- Ricardina e Marta RTP 1989 Teresa
- Passa por Mim no Rossio RTP 1992 Várias Personagens
- Roseira Brava RTP 1996 Luísa Vilhena
- Vidas de Sal RTP 1996/1997 Mimi
- A Grande Aposta RTP 1997/1998 Luísa Cardoso
- Ballet Rose RTP 1998 Odete Lencastre
- Não És Homem Não És Nada RTP 1999
- Um Sarilho Chamado Marina SIC 1999
- A Lenda da Garça RTP 1999/2000 Helena Correia Lima
- Capitão Roby SIC 2000 Madalena
- Jardins Proibidos TVI 2000/2001 Emília Ávila
- Filha do Mar TVI 2001/2002 Concha Valadas
- Super Pai TVI 2002
- A Jóia de África TVI 2002 Margarida
- Tudo Por Amor TVI 2002/2003 Sílvia Cunha Castelo-Branco
- Queridas Feras TVI 2003/2004 Aurora Cabral Nogueira
- Inspector Max TVI 2004 impostora que finge ser Dulce Branco
- Morangos Com Açúcar TVI 2004 Violeta Sapinho
- Dei-te Quase Tudo TVI 2005/2006 Mafalda Capelo
- Doce Fugitiva TVI 2007 Eugénia
- Casos da Vida TVI 2008 Alzira
- Felizmente Não é Natal RTP 2008 Fernanda
- Podia Acabar o Mundo SIC 2008/2009 Laura
- Liberdade 21 RTP 2009 Branca
- Perfeito Coração SIC 2010 Mimi
- Voo Directo RTP 2010 Mulher de João
- Velhos Amigos RTP 2012 Esperança
- A Viagem do Sr. Ulisses RTP 2012 Lurdes
- Bem-Vindos a Beirais RTP 2013
- Destinos Cruzados TVI 2013/2014 Maria Helena Roquette
- Mulheres de Abril RTP 2014 Isabel
- Jardins Proibidos TVI 2014/2015 Emília Ávila
- Nelo & Idália RTP 2016 Sinforosa Escolástica
- A Impostora TVI 2016 Ann Blumm

...

## Teatro
| Ano                       | Peça                                             | Teatro                      | Notas                                            |
| ------------------------- | ------------------------------------------------ | --------------------------- | ------------------------------------------------ |
| 1945                      | Os Maias                                         | Teatro Nacional D. Maria II | Estreia-se pela mão de Amélia Rey Colaço         |
| 1948                      | A Casa de Bernarda Alba                          | Teatro Nacional D. Maria II | Encenação de Amélia Rey Colaço e Robles Monteiro |
| 1952                      | A Voz da Cidade                                  | Teatro Nacional D. Maria II | Encenação de Amélia Rey Colaço e Robles Monteiro |
| 1952                      | Sonho de Uma Noite de Verão                      | Teatro Nacional D. Maria II | Encenação de Erwin Meyerburg                     |
| 1952                      | Casamento e Mortalha                             | Teatro Nacional D. Maria II | Encenação de Palmira Bastos                      |
| 1953                      |                                                  | Teatro Nacional D. Maria II |                                                  |
| Meia Noite                | Encenação de Pedro Lemos                         | Teatro Nacional D. Maria II |                                                  |
| O Entremez da Muda Casada | Encenação de Pedro Lemos                         | Teatro Nacional D. Maria II |                                                  |
| Casaco de Fogo            | Encenação de Pedro Lemos                         | Teatro Nacional D. Maria II |                                                  |
| A História da Carochinha  | Encenação de Amélia Rey Colaço e Robles Monteiro | Teatro Nacional D. Maria II |                                                  |
| 1954                      | Auto de Mofina Mendes                            | Teatro Nacional D. Maria II | Encenação de Pedro Lemos                         |
| 1954                      | O Filho Pródigo                                  | Teatro Nacional D. Maria II | Encenação de Robles Monteiro                     |
| 1954                      | A Hora da Fantasia                               | Teatro Nacional D. Maria II | Encenação de Amélia Rey Colaço                   |
| 1954                      | Breve Sumário da História de Deus                | Teatro Nacional D. Maria II | Encenação de Pedro Lemos                         |
| 1954                      | São João Subiu ao Trono                          | Teatro Nacional D. Maria II |                                                  |
| 1955                      | Auto da Barca do Inferno                         | Teatro Nacional D. Maria II | Encenação de Amélia Rey Colaço e Robles Monteiro |
| 1955                      | Tá Mar                                           | Teatro Nacional D. Maria II | Encenação de Amélia Rey Colaço e Robles Monteiro |
| 1955                      | A Muralha                                        | Teatro Nacional D. Maria II | Encenação de Amélia Rey Colaço                   |
| 1956                      | Clara Bonita                                     | Teatro Nacional D. Maria II | Encenação de Pedro Lemos                         |
| 1956                      | A Volta                                          | Teatro Nacional D. Maria II | Encenação de Amélia Rey Colaço e Robles Monteiro |
| 1956                      | Auto de Mofina Mendes                            | Teatro Nacional D. Maria II | Encenação de Amélia Rey Colaço e Robles Monteiro |
| 1957                      | Amor à Antiga                                    | Teatro Nacional D. Maria II | Encenação de Francisco Ribeiro                   |
| 1957                      | A Castro                                         | Teatro Nacional D. Maria II | Encenação de Amélia Rey Colaço e Robles Monteiro |
| 1957                      | A Ferida Luminosa                                | Teatro Nacional D. Maria II | Encenação de Amélia Rey Colaço e Robles Monteiro |
| 1957                      | As Bruxas de Salém                               | Teatro Nacional D. Maria II | Encenação de Amélia Rey Colaço e Robles Monteiro |
| 1958                      | Uma Mulher Extraordinária                        | Teatro Nacional D. Maria II | Encenação de Pedro Lemos                         |
| 1968                      | Sabina Freire                                    | Teatro da Trindade          | Encenação de Francisco Ribeiro                   |

- Lisboa à Noite - Teatro Avenida
- As Criadas - Teatro Experimental de Cascais
- O Tempo e a Ira - Teatro Experimental de Cascais
- Depois da Queda - Teatro Villaret
- Português, Escritor, 45 anos de Idade - Teatro Maria Matos
- Minetti - Teatro Nacional D. Maria II
- Passa Por Mim no Rossio  - Teatro Nacional D. Maria II
- A Mais Velha Profissão  - Teatro Nacional D. Maria II[6]
- Vozes de Trabalho - Teatro da Trindade[7]

...

## Rádio - Teatro Radiofónico
- 1961 - Noite de Teatro - A Pedra no Lago[8]
- 1962 - Noite de Teatro - O Sapo e a Doninha[9]
- 1967 - Guerra e Paz (folhetim)[10]
- 1967 - Noite de Teatro - Médico à Força [11]
- 1968 - Noite de Teatro - Tá Mar[12]
- 1968 - Noite de Teatro - Balada do Natal[13]
- 1971 - Noite de Teatro - As Sabichonas[14]
- 1972 - Amar os Outros (folhetim)
- 1973 - Monte dos Ventos Uivantes (folhetim)
- 1974 - Noite de Teatro - O Príncipe Constante [15]
- 1975 - Angústia Para o Jantar (folhetim)[16]
- 1977 - O Bobo (folhetim)
- 1978 - Tempo de Teatro - Antígona[17]
- 1981 - Tempo de Teatro - Cartas de Amor[18]
- 1992 - Noite de Teatro - A Bela Madame Vargas[19]
- 1994 - Vindima (folhetim)[20]
- 1995 - Tempo de Teatro - O Suicídio[21]

...

## Casamentos e descendência
Casou pela primeira vez em Lisboa, a 16 de Junho de 1955, com Guilherme Luís Correia da Costa e Vasconcelos da Silveira Charters (13 de Agosto de 1928 - 5 de Julho de 2009), irmão do 4.º Visconde de São Sebastião e filho de Guilherme José da Silveira e Couto Charters de Azevedo (9 de Dezembro de 1895 - 6 de Dezembro de 1955) e de sua mulher (2 de Setembro de 1922) Luísa Manuela Correia da Costa e Vasconcelos. Do seu primeiro marido tem uma filha, Ana Maria Norberto da Silveira Charters (Lisboa, 18 de Março de 1956), da qual teve um primeiro neto, Pedro Charters Felner da Costa, em 1972, e um segundo neto, Dylan Scott Charters, em 1989.

Divorciou-se casando com Pedro Felner da Costa do qual teve um filho João Pedro Norberto Felner da Costa, do qual tem três netos, Sara Felner da Costa, Mariana Felner da Costa e James Felner da Costa. Viveu com Pedro Felner da Costa, dono do Hotel Mundial e Antiquário até 1981. Divorciou-se e em 1985 casou com o bailarino e coreógrafo Fernando Lima (Fausto Fernando Baptista Lima), falecido de ataque cardíaco em 2005, com 77 anos. 